# Perpennia (cràter)
Perpennia és un cràter amb coordenades planetocèntriques de -20.75 ° de latitud nord i 261.36 ° de longitud est, sobre la superfície de l'asteroide del cinturó principal (4) Vesta. Fa 21.36 km de diàmetre. El nom adoptat com a oficial per la UAI el 5 de febrer de 2014 fa referència a Perpennia, una verge vestal romana.